# Domagoj Vida
Domagoj Vida, född 29 april 1989 i Osijek i Jugoslavien (nuvarande Kroatien), är en kroatisk fotbollsspelare som sedan 2018 spelar för den turkiska klubben Beşiktaş och Kroatiens fotbollslandslag.